# مدفع الأسطة رجب
تم صنع مدفع الأسطة رجب من قبل خبير الأسلحة الكردي (رجب مير أحمد) في عهد الأمير محمد الرواندزي (پاشای گه وره) أمير سوران (1813 ـ 1837).
بنى الأمير محمد الرواندزي سنة 1815م مصنعا للاسلحة في حي كاولوكان برواندز وعين الأسطة رجب رئيسا وخان كلدي مساعدا له.. فقد ارسل الأمير بعض خبراء صنع الاسلحة من رواندز إلى روسيا لأجل اتقان صناعة الاسلحة الحربية.
مدافع الأسطه رجب 

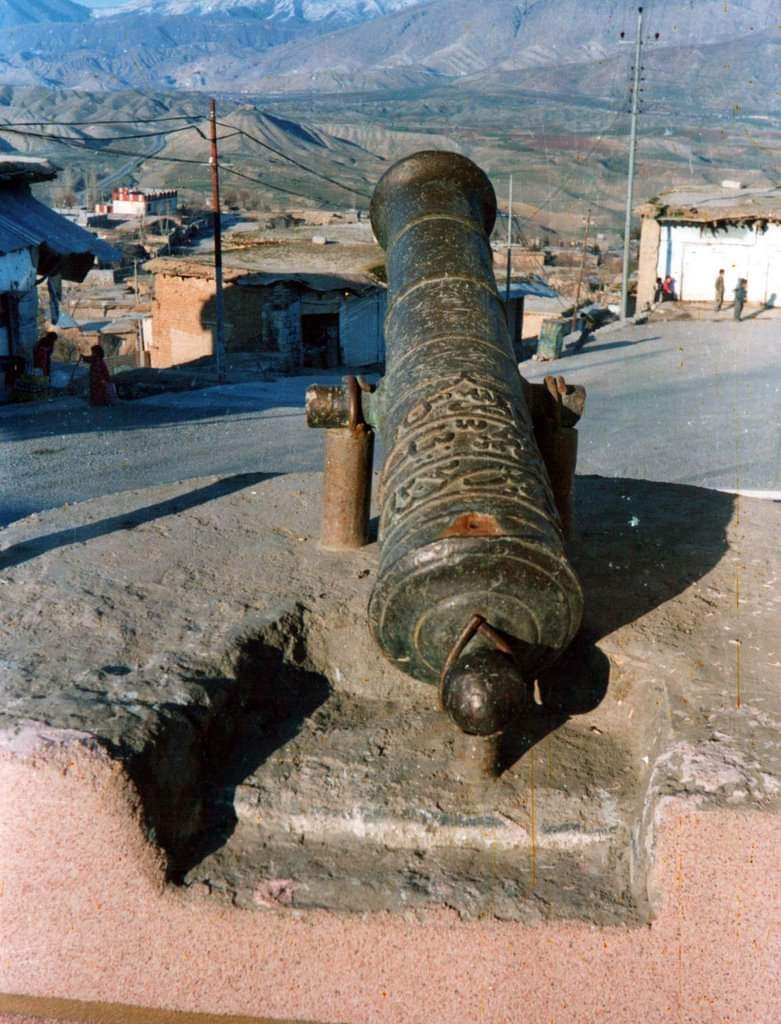

كان الأمير محمد الرواندزي (پاشای گه وره) يفكر في بناء جيش قوي وحديث قادر على التصدي للهجمات الخارجية ومواجهة التحديات التي كانت مفروضة عليه، فقد كان محاطا" بالاعداء من كل جانب، تركيا في الشمال وايران من الشرق وامارة بابان في الجنوب، إضافة إلى أعمامه الذين انهكوا إمارة سوران بتمرداتهم وانضمامهم للاعداء في بعض الاحيان، ولقد ادراك الأمير محمد الرواندزي بنظرته الثاقبة وعمق ثقافته وانفتاحه على العالم الخارجي، ان الجيش الحديث لايمكن تأسيسه دون صناعة حديثة، وقد تطلب اعداد الجيش اقامة العديد من مصانع الاسلحة والذخيرة، بالاعتماد على اصحاب الخبرة والاختصاص من ذوي الكفاءات العالية، دون أي عون خارجي ماديا كان ام بشريا، وقد نجحت سياسة التصنيع التي اعتمدها الأمير محمد الرواندزي، وكانت امارة سوران هي الامارة الكوردية الوحيدة التي تمتلك مصانع وورش مختلفة لانتاج الأسلحة ووسائل حملها ونقلها، ويعود الفضل في ذلك إلى التلاحم الرائع بين حكمة الأمير وعبقرية الصناع والمبدعين وفي مقدمتهم الاسطه رجب وإلى التخطيط العقلاني وحسن الإدارة ودقة التنفيذ.
حين عاد الأمير محمد الرواندزي من منطقة برادوست مظفرا«بعد انتصاره في واحدة من اشرس المعارك التي خاضها في حياته، لم يجلب معه الاموال والمجوهرات أو الأسرى والسبايا كما كان يفعل الاباطرة والسلاطين والأمراء في زمانه، بل جلب معه شيئا» لا يخطر على البال ولكنه أثمن وأهم من الاموال والمجوهرات – بالنسبة لأمارة تريد تعزيز قدراتها الحربية – لقد جلب الأمير معه كميات كبيرة من خامات المعادن – التي عثر عليها في منطقة برادوست – إلى رواندز من اجل تصنيع المدافع وطلقاتها وكلف الأسطه رجب بأنشاء معمل سباكة في رواندز لهذا الغرض، وقد نجح الاسطه رجب في تحقيق رغبة الأمير وانشاء معمل لانتاج المدافع هو الأول من نوعه ليس في تاريخ الصناعة الكوردستانية، بل في تاريخ النشاط التعديني وصهر وصب المعادن في منطقة الشرق الأوسط.

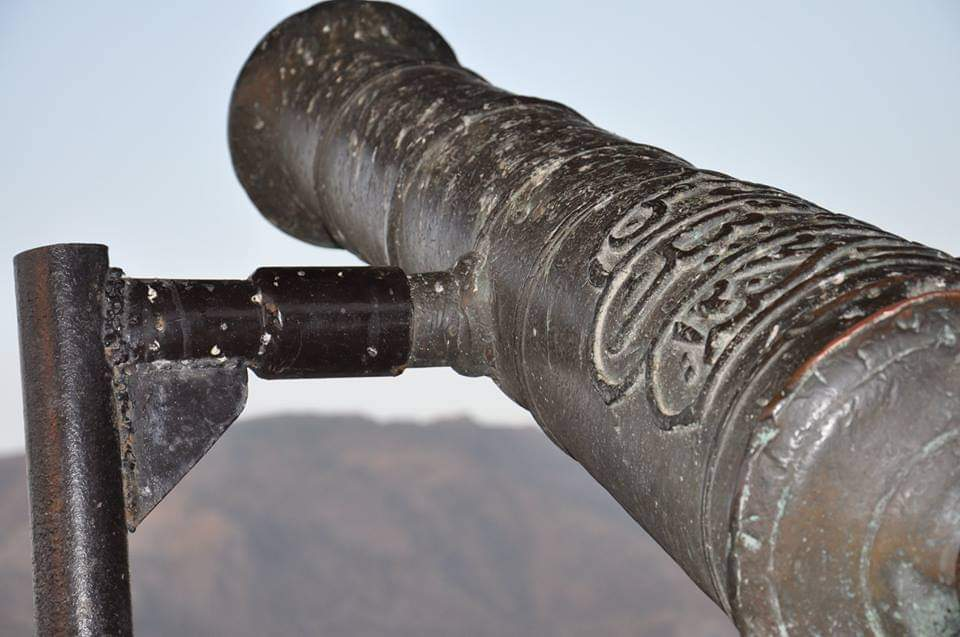

وقد ذكر المؤرخ حسين حزني الموكرياني في كتابه القيم ((موجز تاريخ امراء سوران)) إن المدافع التي صنعها الأسطه رجب والتي بلغ عددها حوالي (200) مدفع من عيارات مختلفة.
كانت هذه المدافع مصنوعة من البرونز أي سبيكة النحاس والقصدير والتي كانت تصنع منها المدافع في أوروبا في ذلك الحين، ويمكننا ان نتصور الصعوبات والمشاكل الفنية المعقدة التي واجهها الأسطه رجب واستطاع التغلب عليها خلال كافة مراحل تنفيذ هذا المشروع الريادي.
من اين حصل الأسطه رجب على الطابوق الناري اللازم لبناء الفرن؟ وما هو نوع الوقود الذي استعمله؟ هل كان الفحم العادي ام الفحم الحجري، أو أي وقود اخر؟ 
لا أحد يستطيع أن يجزم بشيء، ثم ان صب المعدن – بعد استبعاد الخبث منه – يجب ان يتم عندما تبلغ درجة حرارة المعدن المصهور درجة حرارة معينة لا أكثر ولا اقل، ذلك لان صب المعدن المصهور في درجة حرارة غير مضبوطة تختلف عن الدرجة المطلوبة يؤدي إلى ظهور عيوب في المصبوبة أو المسبوكة، وبالطبع لم يكن عند الأسطه رجب أي جهاز لقياس درجة الحرارة من أحد الانواع التي تستعمل في زماننا لهذا الغرض.
ومن الواضع ان الأسطه رجب – شأنه في ذلك شأن خبراء السباكة الأوروبيين الذين عملوا في مجال صهر وصب المعادن سنوات طويلة – كان يعتمد على تجربته الشخصية وعينه المجردة في تخمين درجة حرارة المعدن المصهور أو بعبارة أخرى ملاحظة التدرج اللوني للمعدن المصهور الذي يتغير لونه قليلا" بتغير درجة الحرارة ولا يمكن لأحد ان يلاحظ هذا التغير البسيط الا من يمتاز بدقة الملاحظة الشديدة من بين خبراء التعدين وفي مجال الصهر والصب تحديدا.
ثم ان صنع انابيب المدافع أو اية مسبوكة أخرى يحتاج إلى نماذج خشبية أو من مواد أخرى ملائمة لاعداد قوالب الصب، وبعد صب المسبوكة ينبغي بعد فترة اخراجها من قوالبها بكل عناية وقطع الزوائد واجراء عملية تنظيف لها، كل هذه المراحل تحتاج إلى خبرات فنية ومهارات عملية، ومن المؤكد ان الأسطه رجب قد تغلب على هذه المشاكل ونجح في صنع مدافع جيدة بأيدي الصناع الكورد الماهرين، كما نجح في صنع طلقات المدافع وعربات حملها ونقلها، واصبحت لأمارة سوران قوة مدفعية لها شكيمتها في منطقة الشرق الأوسط.
كيف تلقى الأمير محمد الرواندزي (پاشای گه وره) نجاح صنع أول مدفع في معمل رواندوز؟ 

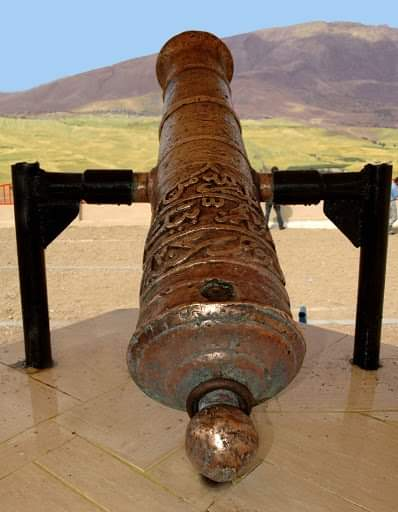

جاء في كتاب (مليخا):((في عام 1233هـ حين تم صب أول مدفع في معمل رواندز بنجاح واصبح جاهزا«للاستخدام بشر الأسطه رجب الأمير محمد الرواندزي بانجاز المهمة فارسل اليه الأمير فورا»، الف ريال ذهبي، كما ارسل لكل واحد من صناعه مائة ريال، كذالك انعم على الأسطه رجب بعمامة من نسيج الترمة وفروة من جلد السمور وجواد جيد ودعاه الي الحضور.
ولم يتريث حتى يصل فسار ماشيا لاستقباله ومشى امام فرسه حتى أوصله إلى سراي الحكومة وابدى له شكره وامـــتنانه وقدره احسن تقدير، الأمير محمد الرواندزي (پاشای گه وره) الرواندزي بكل قدره وجلاله وجبروته والذي أدخل الرعب في قلوب حكام الاميراطوريتين العثمانية والفارسية وآثار مخاوف إنجلترا وروسيا ناهيك عن الأمراء المحليين، هذا الأمير لايستطيع ان يتريث ولايطيق صبرا من شدة تلهفه للقاء الصانع العبقري الأسطه رجب، وسعادته الغامرة بهذا الإنجاز الصناعي الهام، فيغادر مقره ويسرع لأستقباله وعندما يلتقيان يرحب الأمير بمقدم الأسطه رجب ويسير أمام فرسه حتى يوصله إلى سراي الحكومة ويعبر له عن بالغ شكره وجميل امتنانه على ما بذله من جهد خلاق وعمل دؤوب في سبيل نجاح المشروع.
ان هذا الأستقبال الحار، ان دل على شئ.. انما يدل على مدى ادراك الأمير محمد لدور الصناعة الاستراتيجية في تعزيز القدرات العسكرية والنفوذ السياسى للامارة الناهضة، كما يثبت ان التخطيط العقلاني وحسن استثمار المواد المادية والطاقات البشرية يحققان المعجزات إذا توفرت الإرادة الصادقة والأدارة الكفؤة التي تقوم على العمل المنظم والدؤوب لأهل المعرفة والخبرة.

## مدفع الأسطة رجب في رواندز
بعد مقتل الأمير محمد الرواندزي سنة 1836م شنت القوات العثمانية هجوماً حاسماً علی رواندز، وقبل إحتلال مدينة رواندز قام سكان المدينة والعاملون في (مصنع مدافع رواندز) برمي مدافع المدينة التي عرفت بمدافع الأسطة رجب في نهر كاولوكان كي لايستولوا عليها العثمانيين
وفي عام 1923 أمر السيد طه أفندي قائمقام رواندز بأستخراج مدافع الأسطة رجب من نهر كاولوكان من قبل الغطاسين وتم استخراج ثلاث مدافع تم صنعها سنة 1230ھ، 1242ھ، 1244ھ وتم إرسال إحداها إلى مدينة أربيل ومدينة كويه والثالثة المتبقية في مدينة رواندز.

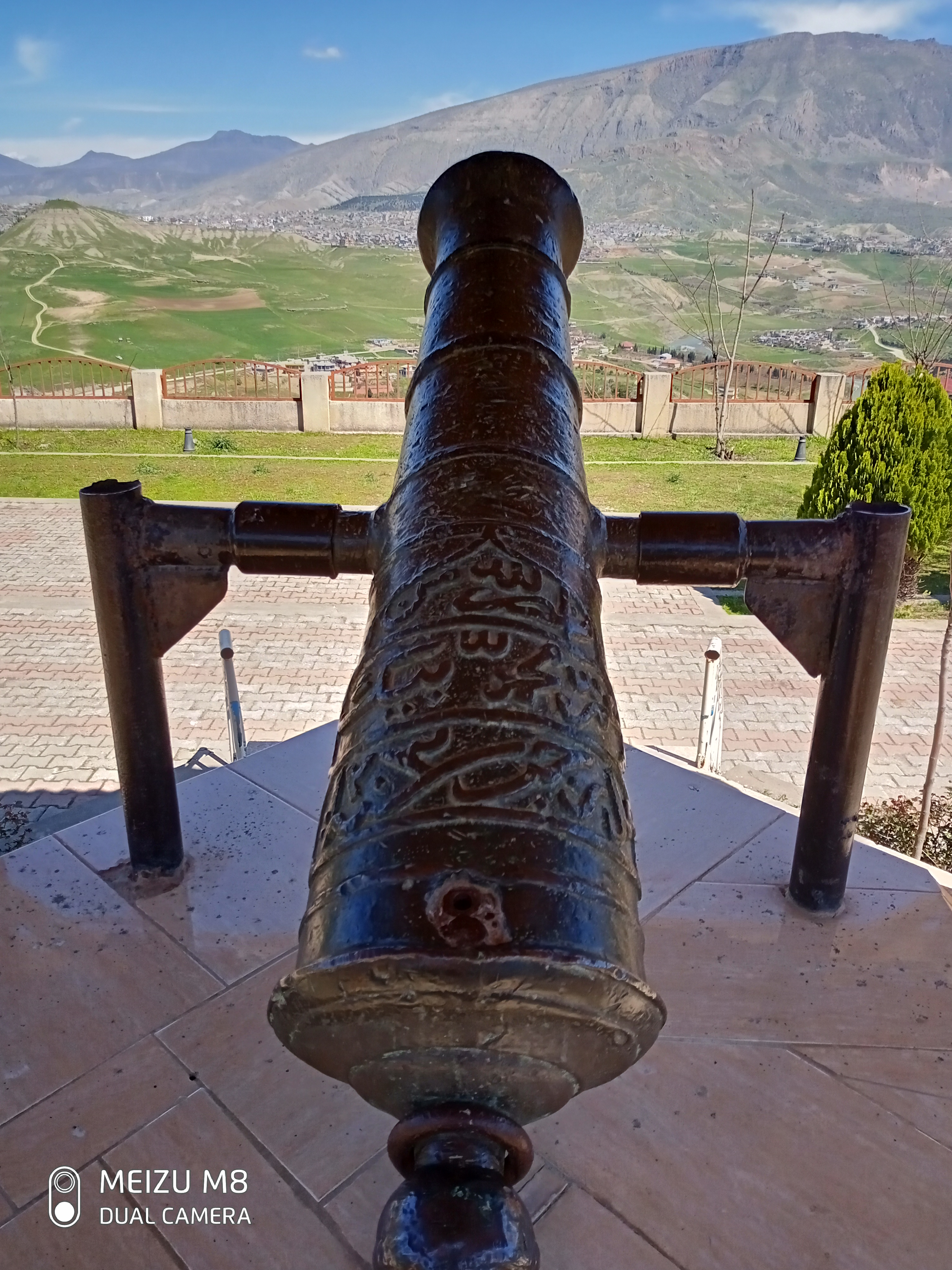
مدفع الأسطة رجب في مدينة رواندز

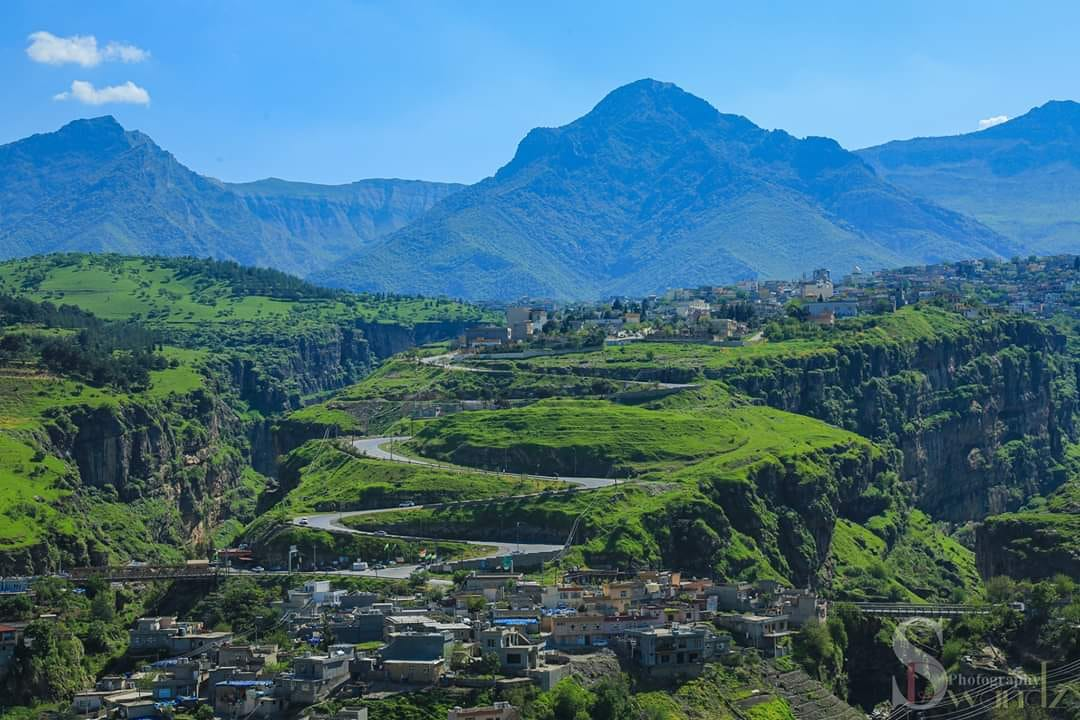
رواندز

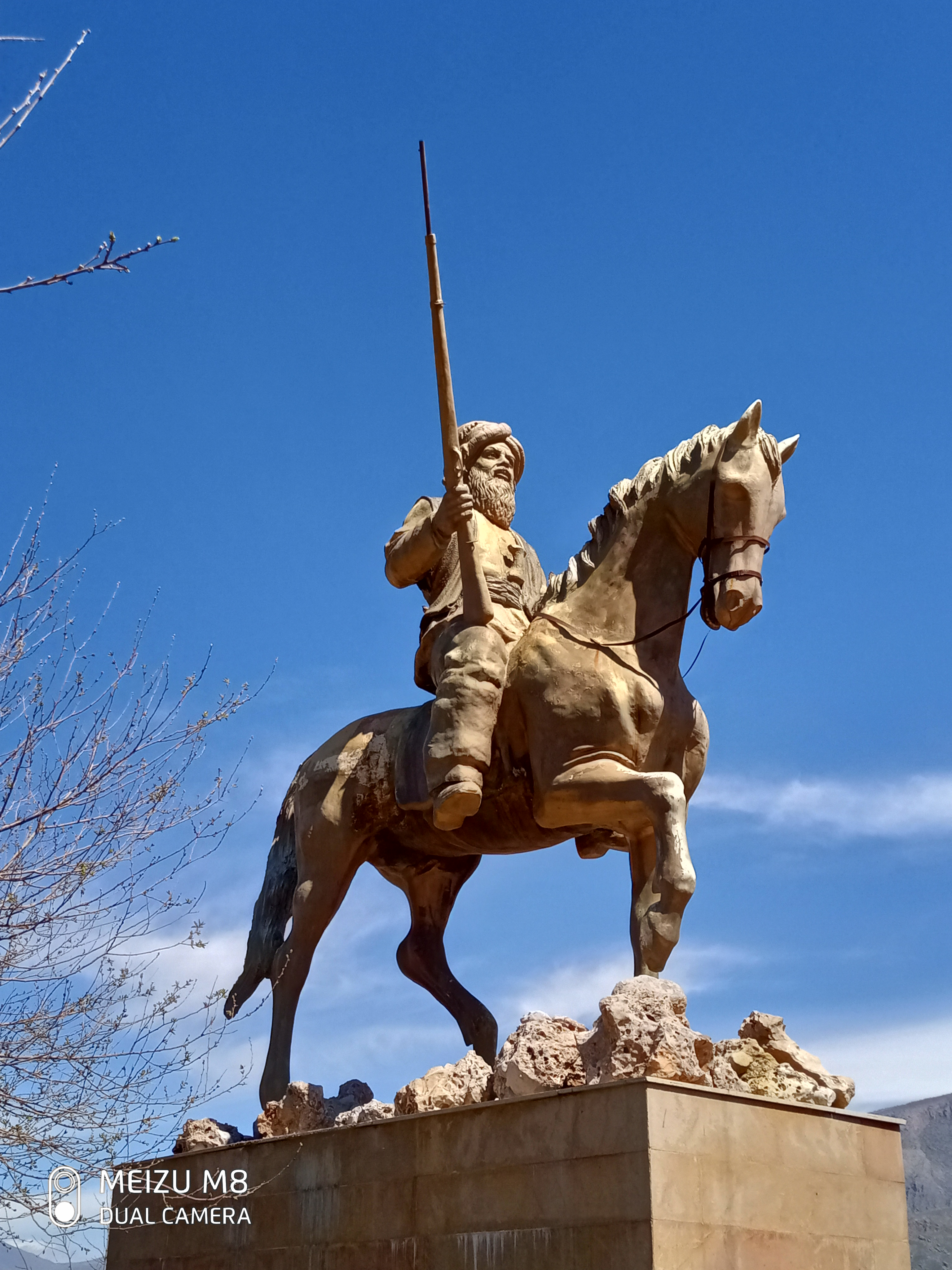
پاشای گه وره " الأميرمحمد الرواندزي "

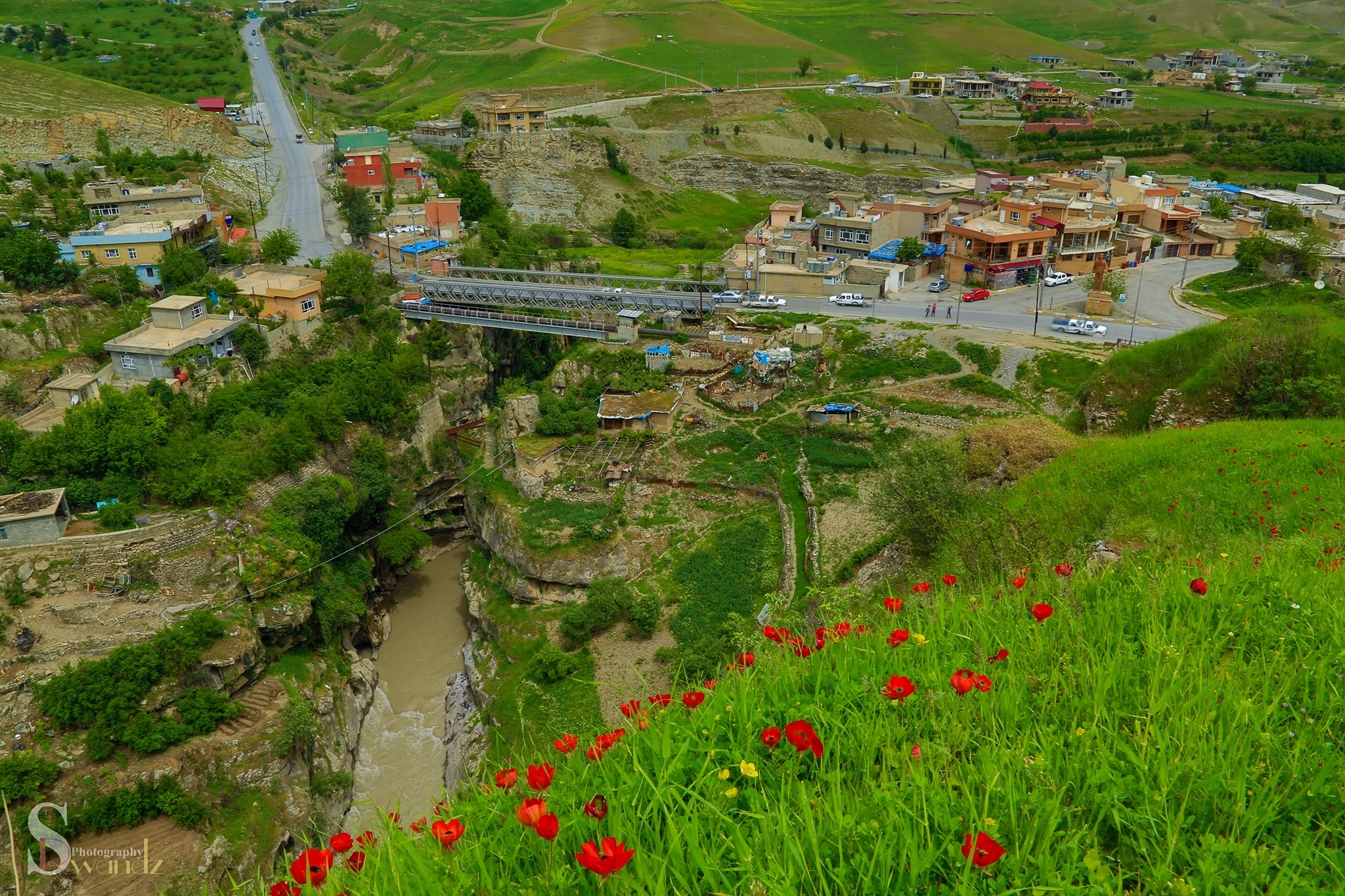
كاولوكا